# Meiorganum neocaledonicum
Meiorganum neocaledonicum är en svampart som beskrevs av R. Heim 1966. Meiorganum neocaledonicum ingår i släktet Meiorganum och familjen Paxillaceae.   Inga underarter finns listade i Catalogue of Life.